# アフリカ日本協議会
特定非営利活動法人アフリカ日本協議会（アフリカにほんきょうぎかい）は、2021年現在東京都台東区に本部を置く非政府組織（NGO）である。

## 概要
- 主な目的：アフリカの人々にも重大な影響をもたらす世界と日本の政治・経済・社会・生活のあり方を問い直し、改善案などを提唱すること
- 代表理事：津山直子
- 本部所在地：東京都台東区東上野1-20-6丸幸ビル3階
- 英語名称：Africa Japan Forum
- 略称：AJF

## 沿革
- 1994年（平成6年）3月19日 - アフリカ日本協議会を設立。
- 2004年（平成16年）9月8日 - 特定非営利活動法人に認証。

## 他団体との関係
2007年から2008年に、ホワイトバンドプロジェクトを主催した特定非営利活動法人ほっとけない世界のまずしさ（2008年10月31日解散）の代表理事は、アフリカ日本協議会代表理事（当時）の林達雄であった。